# 当麻為頼
当麻 為頼（たいま の ためより）は、平安時代中期の武士。

## 生涯
大和国の住人で、葛下郡・広瀬郡に力を持った豪族の出身。寛弘3年（1006年）以降しばしば大和守を務めて国内に勢力を広げた源頼親の郎党となった。
寛弘3年6月、為頼は興福寺と所領を巡って対立し、興福寺領池辺庄の預を殺害するという事件を起こす。興福寺側は朝廷に事件を報告する一方、興福寺側の当事者である蓮聖ら3,000余人の僧侶が為頼の邸宅を焼き払う報復を行った。しかし朝廷は興福寺側の自力救済を認めず却って蓮聖の公請を停止したため、興福寺は別当・定澄を筆頭に大衆2,000余人が入京する強訴に及んだ。興福寺は左大臣・藤原道長に為頼及び大和守頼親の停任、蓮聖の赦免を要求しているが、蓮聖の件以外は一蹴されている。
長和6年（1017年）3月11日、頼親の一党が左京の清原致信邸を襲撃し、致信を殺害する事件が発生した。致信は頼親と同じく前大和守の藤原保昌の郎党だったが、この事件はかつて致信が為頼を殺害したことの報復だった。